# Ervín Červinka
Ervín Červinka, též Ervin Červinka (5. dubna 1855 Kovanice – 18. května 1936 Praha), byl český a československý politik, jeden ze zakladatelů politického katolického hnutí v Čechách počátkem 20. století, po vzniku republiky poslanec Revolučního národního shromáždění za Československou stranu lidovou.

## Biografie
Počátkem 20. století se angažoval v politických katolických stranách. Byl členem Strany katolického lidu založené roku 1906. V jejím rámci patřil ke konzervativnímu křídlu, které se roku 1911 ustavilo jako Katolicko-národní strana v Čechách a roku 1912 po dalším frakčním souboji přešel do nové formace nazvané Katolicko-národní strana konzervativní, jejímž předsedou se stal.
Od roku 1918 zasedal v Revolučním národním shromáždění za ČSL. Roku 1919 na členství v tomto zákonodárném sboru rezignoval. Byl místopředsedou Československé strany lidové, členem Národního výboru československého a Národní rady československé.
Byl profesí ředitelem cukrovaru v Modřanech. Zasedal v městské radě v Kolíně a v okresním zastupitelstvu okresu Praha-venkov.
Zemřel v květnu 1936.